# Gesellschaft für Pädiatrische Onkologie und Hämatologie
Die Gesellschaft für Pädiatrische Onkologie und Hämatologie (GPOH) ist eine wissenschaftliche Fachgesellschaft, die
sich der Erforschung, Diagnostik und Therapie von Tumoren sowie bösartigen und gutartigen Blutkrankheiten des Kindes- und Jugendalters vertritt. Sie ist Mitglied der Arbeitsgemeinschaft der Wissenschaftlichen Medizinischen Fachgesellschaften (AWMF).

## Aufgaben
Die GPOH widmet sich vor allem folgenden Themen:
- Verbesserung des ganzheitlichen und multiprofessionellen Versorgungskonzeptes und der dafür erforderlichen Strukturen und Rahmenbedingungen in Diagnostik, Therapie, psychosozialer Betreuung, Rehabilitation, Nachsorge und Palliativversorgung.
- Körderung der ärztlichen Weiterbildung (Schwerpunktbezeichnung: Kinder-Hämatologie und -Onkologie)
- Förderung der kontinuierlichen Fort- und Weiterbildung aller weiteren in der pädiatrischen Onkologie und Hämatologie tätigen Berufsgruppen.
- Kooperation mit nationalen und internationalen Fachgesellschaften der Hämatologie und Onkologie – inklusive der chirurgischen, pathologischen, radiologischen und radioonkologischen Fachgesellschaften
- Kooperation mit anderen kinder- und jugendmedizinischen Fachgesellschaften und Verbänden sowie mit den fachspezifischen Selbsthilfegruppen und Patientenvertretungen.
- Durchführung nationaler und internationaler Studien zur Diagnostik und Therapie von hämatologischen und onkologischen Erkrankungen im Kindes- und Jugendalter.[1]

## Veröffentlichungen
Die Gesellschaft veröffentlicht Stellungnahmen zu Vorgehensweisen, Maßnahmen und Standards in ihrem Fachgebiet. Hierzu gehören auch medizinische Leitlinien.

## Veranstaltungen
Die GPOH veranstaltet wissenschaftliche Tagungen und Fortbildungsveranstaltungen durch.

## Geschichte
In der Gesellschaft für Pädiatrische Onkologie und Hämatologie (GPOH e.V.) sind die Fachgesellschaften „Deutsche Arbeitsgemeinschaft für Leukämieforschung“ (DAL, bereits 1965 gegründet) und „Gesellschaft für Pädiatrische Onkologie“ (GPO, 1974 gegründet) aufgegangen. Gleichzeitig mit diesem Zusammenschluss wurden im November 1991 die bisherigen Vereinsziele um die Förderung der nicht-onkologischen Hämatologie erweitert und dementsprechend die Namensänderung zur GPOH vollzogen. Die GPOH ist ein Verein mit Sitz in Frankfurt am Main, der im Vereinsregister eingetragen ist. Seit 2011 ist die Gesellschaft Mitglied der AWMF.